# Libipitec
El libipitec (Libypithecus markgrafi) és una espècie extinta de primat de la família dels micos del Vell Món (Cercopithecidae) que visqué al nord d'Àfrica des del Miocè superior fins al Pliocè superior, fa uns 6 milions d'anys. Se n'han trobat restes fòssils al Uadi el Natrun (Egipte) i, possiblement, la formació d'As-Sahabi (Líbia). Es tracta de l'única espècie del gènere Libypithecus. Pertany a la subfamília dels colobins. A diferència dels seus parents moderns, estava dotat de sins maxil·lars. Fou anomenat en honor del col·leccionista de fòssils austríac Richard Markgraf.